# 南威爾士 (紐約州)
南威爾士（英語：South Wales）是位於美國紐約州伊利縣的非建制地區。

## 歷史
南威爾士的郵局自1827年營運至今。

## 地理
南威爾士所處的海拔為高於海平面284米（即932英呎），而該地所採用的時區為UTC-5，即北美东部时区（EST）。同時該地設有夏令時間，為UTC-5調快一小時，即UTC-4（EDT）。